# Guerra de la Sal (1540)
La Guerra de la Sal de 1540 fue una insurrección de la ciudad de Perugia contra los Estados Papales durante el pontificado de Paulo III (Alessandro Farnese), que concluyó con la subordinación definitiva de la ciudad al control papal.

## Antecedentes

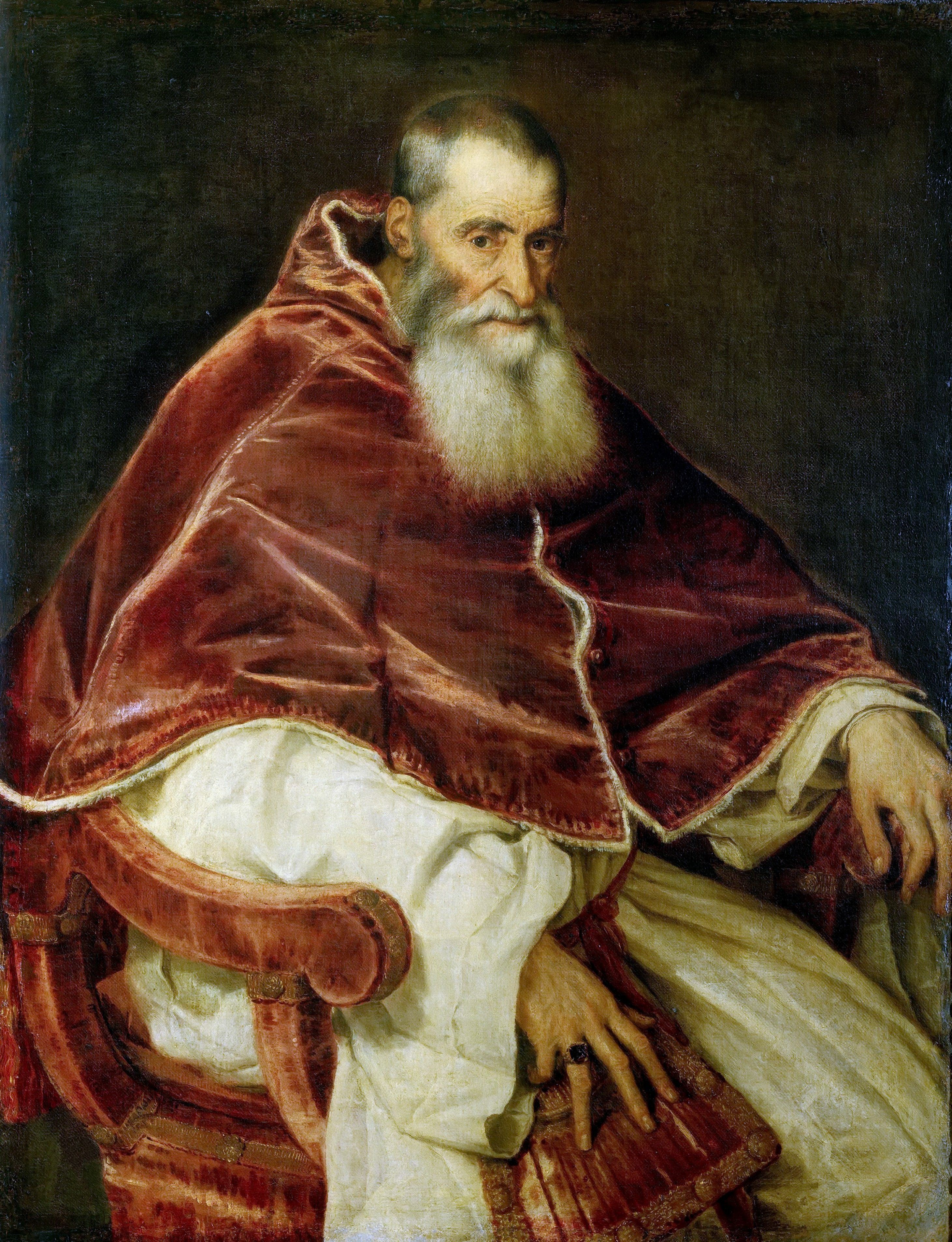
Retrato de Paulo III. Óleo sobre tela de Tiziano (1543).

Perugia había sido una ciudad libre hasta 1370, cuando fue de jure incorporada a los Estados Papales. La élite de la ciudad continuó gozando de una semi-autonomía, incluidos privilegios como la de tener un juez local (no designado por el Papa) y la libertad de no pagar impuestos por la sal, producto que entonces tenía una enorme importancia para conservar los alimentos.
Durante el siglo XV los lazos de sumisión a los Estados Papales se soltaron gracias al poder emergente de algunas de las familias dominantes de la ciudad, la última de las cuales fue la familia Baglioni.  En 1531 el Papa Paulo III impuso en todo el territorio pontificio un nuevo impuesto sobre la sal, que provocó el descontento popular que los Baglioni aprovecharon para predisponer al pueblo contra el Papa, con la intención final de deshacerse del poder papal.  La situación llegó a un punto extremo en 1539 debido a la desastrosa cosecha de ese año, que disparó los precios en Perugia y sus alrededores.  A finales de año Paulo III visitó Perugia y, aprovechando su estancia en la ciudad, manifestó su intención de aumentar la carga fiscal sobre la sal, aunque ya había sido acordado con el consejo comunal el monopolio pontificio de la sal con el pago de tres quattrini por libra de sal.  Esta decisión, que llegaba en un momento de enorme carestía, violaba los tratados de Perugia con Papas anteriores, tratados que Paulo III había confirmado al inicio de su pontificado.  Pero las protestas de los perusinos no fueron escuchadas.
La propuesta oficial, remitida por el legado papal, el cardenal Cristoforo Giacobazzi, fue rechazada por el consejo popular convocado por el consejo.  Al decidir no aplicarla, se envió embajadores a Roma para protestar contra la propuesta, considera en conflicto con los acuerdos ya establecidos con anteriores Papas. En respuesta, 17 de marzo de 1540, el Papa envió al vice-legado papal Mario Aligeri y a Alfano Alfani (jefe del consejo), con una bula de excomunión de la población de Perugia.  A la excomunión le siguió la renuncia de Alfani y la elección de un nuevo Consiglio dei venticinque (Consejo de los veinticinco) de la ciudad.  Los habitantes de Perugia esperaban que el nuevo gobierno de la ciudad fuese capaz de oponerse a las pretensiones papales, y que lograsen obtener una revisión favorable de los Estatutos de la ciudad para restaurar la autonomía municipal perdida gracias al debido reconocimiento de los privilegios que antiguamente disfrutaban.  Mientras tanto, el Papa, decidido a contrarrestar la insubordinación popular en Roma, llamó al legado Giacobazzi y, durante el concistoro, le expresó su voluntad de realizar una intervención armada contra la ciudad de Perugia.  Mientras tanto, en la ciudad el gobierno aristocrático de los Veinticinco están ocupados solo por su propia supervivencia ignorando el peligro del conflicto.

## Campaña en el campo de Perugia

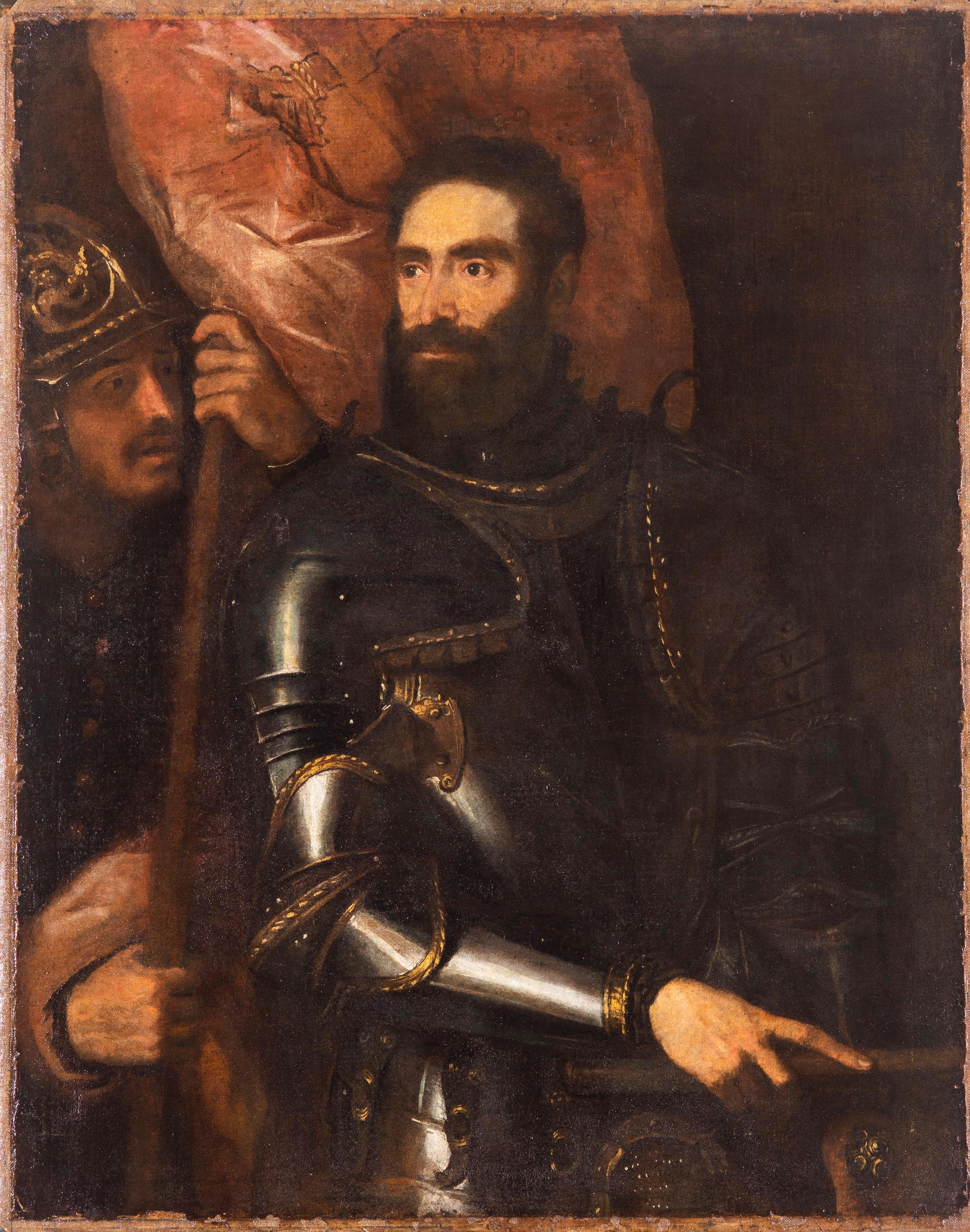
Pier Luigi Farnese. Óleo sobre tela de Tiziano, (1546).

El 1 de abril de 1540, fue avistado en el territorio de Perugia el ejército papal dirigido por Pier Luigi Farnese, confaloniero de la Iglesia, hijo de Paulo III.  El ejército movilizado por el Papa Farnese (8000 y 400 lansquenetes italianos), comenzó a asolar el territorio de Foligno, Asís y Bastia, encontrando poca resistencia.  Las milicias desplegadas por la ciudad de Perugia solo contaban con 2000 infantes, en su mayoría de Siena, y estaban escasos de municiones y suministros.  Mientras que los mejores soldados de fortuna estaban a sueldo del ejército dirigido por el Farnese, el ejército de la ciudad sólo podía contar con el prestigio de Ascanio della Corgna, joven condottiero perusino. Fracasadas las negociaciones de paz llevadas a cabo por el virrey de Nápoles, don Pedro de Toledo, Perugia aún esperaba en el apoyo duque florentino Cosimo I de Medici, que estaba directamente enfrentado con el Papa Paulo III.  La ciudad confiaba también en el amor patrio del condottiero Ridolfo Baglioni, antiguo Señor de Perugia, contratado por el duque Cosimo con un rentable contrato.  El 16 de mayo el condottiero Baglioni regresó a su patria y fue recibido con gran entusiasmo por toda la población de Perugia. Pero Ridolfo no venía para luchar, sino con la intención oculta de negociar la rendición de la ciudad.  El primer ataque de las tropas papales contra el castillo de Torgiano fue inútil, castillo estratégicamente situado entre el Tíber y el Chiascio. El castillo de Torgiano estaba protegido por un foso semicircular diseñado por della Corgna.

## Asedio de Perugia
Tras dejar Torgiano y haber saqueado los pueblos de la comarca, el ejército papal se dirigió a Perugia, rodeando sus murallas.  Ridolfo Baglioni, en vez de obstaculizar frontalmente el avance del enemigo, se limitó a contrarrestar al ejército de Farneses con proyectiles de artillería disparados desde la Porta Sole. El 3 de junio, en el Monasterio de Monteluce, Ridolfo Baglioni con el mariscal de campo Gerolamo Orsini trataron la capitulación de Perugia y la disolución de los Veinticinco.  Al día siguiente la ciudad se rindió, y muchas familias perusinas emigraron a las ciudades limítrofes de Florencia, Siena y Urbino, prefiriendo someterse a los señores de estas ciudades antes que al régimen del Papa.

## Consecuencias

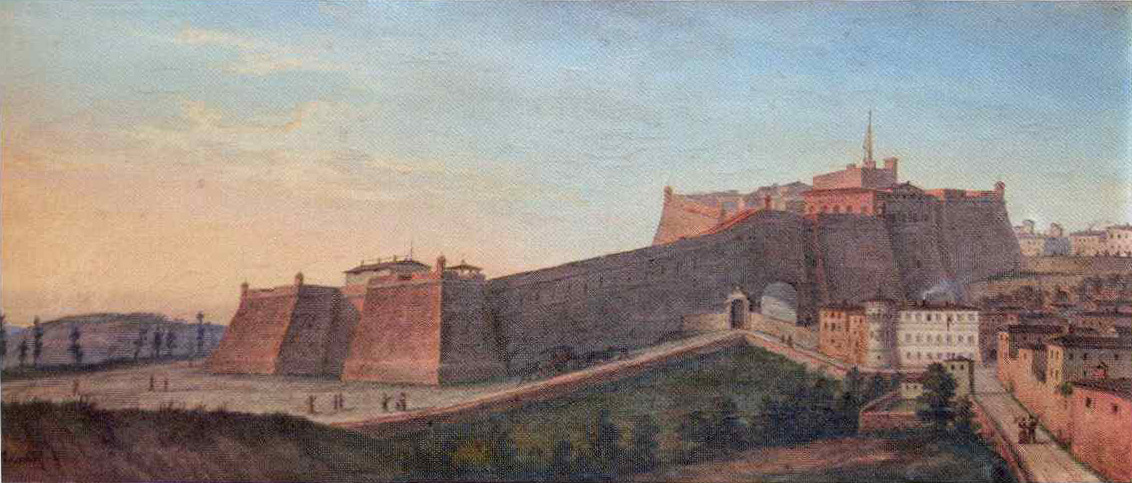
Vista de la Rocca Paolina ("Fortaleza Paolona"). Cuadro de la colección de la Galería Nacional de Umbría, pintado por Giuseppe Rossi.

Ridolfo Baglioni, privado de sus privilegios y sus soldados, se vio obligado a abandonar la ciudad, siendo el final del señorío en Perugia.  Regresó a las órdenes del duque Cosimo falleciendo en 1554 durante el conflicto entre Florencia y Siena, abatido con un arcabuz bajo los muros de Chiusi.
La ciudad de Perugia volvió a perder por segunda vez en su historia sus libertades y regresó a dependencia de los Estados Papales.  Parte de las murallas de Perugia fueron demolidas y poco después fue construida una enorme fortaleza, la Rocca Paolina ("Fortaleza Paolina"), siguiendo los planos ideados por Antonio y Aristóteles da Sangallo.  La fortaleza no fue construida para proteger a Perugia, sino que, en palabras de Julio III, lo fue «para frenar el ardor de los perusinos y evitar la oportunidad de rebelarse contra la Santa Sede.»  La fortaleza fue durante síglos el símbolo del poder papal. A pesar del hecho de que el siguiente Papa, Julio III, dotó a Perugia de un organismo similar a un gobierno local en 1559, la ciudad se incorporó a los Estados Papales, perteneciendo a ellos hasta la Unificación de Italia en 1860.

## Curiosidades
Una curiosa leyenda cuenta que los perusinos, como protesta popular contra el nuevo impuesto papal en 1540, dejaron de poner sal en su pan. Hoy en día, el pan sin sal es el habitual.  Aunque un moderno estudio sugiere que esta leyenda de la ciudad nació después de 1860.